# باربارا اوکلی
باربارا اوکلی (انگلیسی: Barbara Oakley؛ زادهٔ ۲۴ نوامبر ۱۹۵۵) دانشمند در زمینه آموزش و یادگیری اهل ایالات متحده آمریکا است.